# 宅和本司
宅和本司（1935年7月18日—2024年8月4日）為日本的棒球選手、教練，出生於福岡県北九州市門司區。他曾效力於日本職棒南海鷹、近鐵等，守備位置為投手，於1961年退役，生涯通算56勝記録。